# ريتشارد هاتفيلد
ريتشارد بينيت هاتفيلد (بالإنجليزية: Richard Bennett Hatfield)‏ (ولد في 9 أبريل 1931 - وتوفي في 26 أبريل 1991) هو سياسيً من نيو برونزويك شغل منصب رئيس وزراء مقاطعة نيو برونزويك بين عامي 1970-1987، ما يجعله أطول شاغل للمنصب في تاريخ المقاطعة.
كان كون هاتفيلد مثلي الجنس «سرا مفتوحا» معروفا على نطاق واسع. على الرغم من هذا، لم يعلن هاتفيلد عن مثليته الجنسية خلال حياته، وبدأت مناقشة ميوله الجنسية في وسائل الإعلام ومصادر السيرة الذاتية بعد وفاته.

## النشأة
ولد هاتفيلد في 9 أبريل 1931، في هارتلاند الواقعة بمقاطعة نيو برونزويك. أصغر خمسة أطفال من هيبر هاتفيلد ودورا روبنسون، نشأ ريتشارد مع السياسة في الأسرة. كان والده رئيس بلدية هارتلاند وقت ولادته. واصطحبه والده عندما كان في السابعة من عمره إلى مؤتمر قيادة حزب المحافظين الكندي في مدينة وينيبيغ عام 1938. اُنتخِب والده هيبر هاتفيلد عام 1940 عضوًا في البرلمان عن دائرة «فيكتوريا كارلتون الانتخابية»، وكان عضوًا في البرلمان حتى وفاته بسبب السرطان عام 1952. أمضى ريتشارد في شبابع الكثير من الوقت في أوتاوا.
بعد تخرجه من المدرسة الثانوية في عام 1948 في مسقط رأسه هارتلاند، درس هاتفيلد جامعة أكاديا لمدة أربع سنوات وتخصص في الكيمياء واللغة الإنجليزية. كما أنه شارك حينها في الدراما، وهي تجربة أثرت فيه كثيرا. وقال «هذا كان قيما للغاية». «سيكون من المفيد لكل سياسي أن يحصل على القليل من التدريب على المسرح... الكثير من السياسيين ينشغلون باستخدام كلمات كبيرة لإثارة الإعجاب، لكن لا يعرفون كيف يبدون مشاعرهم.» بعد جامعة أكاديا، درس في جامعة دالهاوسي ليصبح طبيباً، لكن بعد سنة تحول إلى دراسة القانون. تخرج من كلية دالهوسي للحقوق في عام 1956.

### مسيرته المهنية الأولى
غادر هاتفيلد هاليفاكس في عام 1957 وانتقل إلى ترورو ليقوم بعمل مع شركة «باترسون، سميث، ماثيو وغرانت» حتى يتمكن من إنجاز فترة ستة أشهر من تحضير المقالات. بعد الانتهاء بنجاح من مقالاته، غادر ترورو للانضمام إلى «غوردون تشرشل» الذي كان حينها وزير الصناعة في أوتاوا. رفض عرض عمل في الشركة ولم يمارس القانون مرة أخرى. مكث في أوتاوا لمدة تسعة أشهر حتى اتصل بشقيقه فريديريك لوظيفة في مسقط رأسه. أين مكث هناك يشتغل في مشروع عائلته حتى عام 1965، وقرر أن يصبح سياسيا بعدها.

## العمل السياسي
في عام 1961، غادر «هيو جون فليمينغ» مقعده في مقاطعة كارلتون لينجح في الفوز بالمقعد الفدرالي لدائرة «رويال». وقبل ريتشارد عرض أخيه فريد لترشيحه، وفاز بسهولة بأغلبية 1,736 صوتًا. بعد سنوات، ذكر أن سمعة والده «ساعدتني على أن يتم انتخابي، والآن أنا وحدي».
لم تكن السنوات الأولى في منصبه كنائب في المجلس التشريعي في نيو برونزويك ذات نشاط سياسي له. ثم أصبح زعيم المعارضة والزعيم المؤقت لفرع حزب المحافظين التقدميين في نيو برونزويك في أعقاب الانتخابات العامة عام 1967 وانتخب كزعيم للحزب في عام 1969. قاد الحزب إلى الفوز في الانتخابات البرلمانية في نيو برونزويك عام 1970. أصبح بعدها بارزا على الساحة الوطنية وتحالف مع رئيس الوزراء الكندي بيير ترودو خلال المفاوضات الدستورية التي أدت إلى إنشاء الميثاق الكندي للحقوق والحريات عام 1982. كما كان له دور كبير في المساعدة على خلق المساواة بين أقلية الأكاديين الناطقة بالفرنسية في المقاطعة والأغلبية الكندية الناطقة بالإنجليزية.
وكانت محاولاته لجذب الاستثمار إلى المحافظة وتطوير الاقتصاد أقل نجاحًا.في السبعينات، مولت حكومة هاتفيلد مشروعا لإنشاء صناعة السيارات الرياضية في المقاطعة، لكنه فشل بسبب التكاليف الباهظة وضعف الإدارة.

### الأمور المثيرة للجدل والاستقالة
تعرض هاتفيلد في السنوات الآخيرة لحكمه لفضائح شخصية. يوم 25 سبتمبر عام 1984، وجد الدرك الملكي الكندي 35 غراما من القنب الهندي (ماريخوانا) في حقيبته عندما أجرى الفحص الأمني للأمتعة قبل رحلة من فريدريكتون إلى مونكتون خلال الزيارة الملكية من قبل الملكة اليزابيث الثانية. تم اتهامه بحيازة إجرامية للماريجوانا في 26 أكتوبر. تم تأجيل المحاكمة عندما ظهر القاضي جيمس د. هاربر في برنامج إذاعي واقترح أن يحصل الأشخاص ذوو الامتيازات على أحكام أكثر صرامة. في 29 يناير 1985، تمت تبرئته من قبل القاضي أندرو هاريغان بعد محاكمة استمرت يومين. أثار هاريجان غضبًا قانونيًا بعد أن اقترح أن أحد الصحفيين قد قام بزرع هذه المخدرات.
بعد عدة أيام من الحكم بالبراءة، ظهرت مزاعم بأن هاتفيلد دعا أربعة شبان إلى حفلة طوال الليل في منزله في فريدريكتون في عام 1981. واتهم الرجال هاتفيلد بإعطائهم الماريخوانا واستخدام الكوكايين في المساء. كما زعموا أن هاتفيلد قد طار بهم إلى مونتريال على متن طائرة حكومية ووضعوهم في أحد فنادق وسط المدينة ليلاً. نفى هاتفيلد هذه المزاعم وقال «صحيح أنهم كانوا في منزلي مع آخرين، منذ حوالي أربع سنوات. ومع ذلك، كانوا غرباء بالنسبة لي. أولئك الذين يعرفونني سيؤكدون أنني جاد للغاية. ألتقي وأتحدث إلى الناس في الشارع، في الأسواق والمحلات التجارية، في المطاعم والحانات، أدعوهم إلى منزلي، أذهب إلى منازلهم، وعادةً ما يكون باب منزلي مفتوحًا وغالبًا ما يفتح، وهذا هو طريقي. أنا غير تقليدي». لم يتم اتخاذ أي إجراء قانوني.
في انتخابات عام 1987، خسر حزب المحافظين التقدميين بزعامة هاتفيلد كل مقعد في المجلس التشريعي، وهي هزيمة لم تحصل في كندا منذ أكثر من نصف قرن. وخسر هاتفيلد مقعده في المجلس التشريعي بنيو برونزويك من قبل الليبرالية أليسون ديلونج، حيث خسر 18 نقطة. استقال هاتفيلد من منصب رئيس الوزراء في مقاطعة نيو برونزويك ومن زعامة الحزب على الفور.

## السنوات اللاحقة بعد رئاسته للوزراء في نيو برونزويك وموته
في عام 1990، تم تعيينه في مجلس الشيوخ الكندي من قبل الحاكم العام راي هيناتيشين، بناء على نصيحة بريان مالروني. بعد فترة وجيزة من توليه منصبه، كان يعاني من ورم في الدماغ غير قابل للعلاج وتوفي في عام 1991، عن عمر يناهز الستين. حضر حفل تأبينه الذي أقيم في كاتدرائية كنيسة المسيح في فريدريكتون، نيو برونزويك، عدة رؤساء وزراء مقاطعة ورئيس الوزراء الكندي وعديد من الأصدقاء والمعارضين.

## الحياة الخاصة
كان كون هاتفيلد مثلي الجنس «سرا مفتوحا» معروفا على نطاق واسع. في الانتخابات البرلمانية في نيو برونزويك عام 1978، جذب زعيم الحزب الليبرالي في نيو برونزويك «جوزيف دايغل» انتقادات لما أشار في خطابه في حملة انتخابية إلى هاتفيلد على أنه «شاذ باهت». دعته جانيت كاولي من جريدة «شيكاغو تريبيون» يأنه «شخصية ملتهبة وغريبة ومثيرة للجدل تميل للفن الحديث، الروك آند رول، والحياة الليلية في نيويورك». لقبه نقاده بـ «ديسكو ديك». على الرغم من هذا، لم يعلن هاتفيلد عن مثليته الجنسية على هذا النحو خلال حياته، وبدأ مناقشة ميوله الجنسية في وسائل الإعلام ومصادر السيرة الذاتية بعد وفاته. قال هاتفيلد عن أسلوب حياته كعازب، «العائلة النووية - زوجة واحدة، طفلين وكلب واحد - تبدو لطيفة على بطاقات عيد الميلاد، لكنها تدفع ثمناً باهظاً».

## وصلات خارجية
- سيرة حكومة مقاطعة نيو برونزويك (pdf)
- سيرة ريتشارد هاتفيلد - موقع البرلمان الكندي